# Стефан Хаджитодоров
Стефан Хаджитодоров, член -кореспондент  на БАН, проф. д.т.н.; зам-председател на БАН (2021-2024), главен научен секретар на БАН (2008-2012). Роден на 30 април в София

## Образование
- 1978: Технически университет – София, спец. „Автоматика и телемеханика“
- 1979: Технически университет – София, Център по приложна математика, инж.-мат.

## Научни степени и звания
- Технически университет – София,  доктор,  1983
- ЦЛБА (ЦЛБМИ)-БАН,  старши научен сътрудник II ст,  1989
- Технически университет – София,  дтн,  1998
- ЦЛБМИ-БАН,  старши научен сътрудник I ст (професор) ,  2001[1]
- Член-кореспондент (дописен член) на БАН, 2015[1][2]

## Заемани академични длъжности
- Зам-директор на ЦЛБМИ 1990-1991
- БАН, научен секретар с ресор "инженерни науки" ,1998-2008,
- БАН, главен научен секретар,  2008-2012
- БАН, съветник на председателя,  2012 – 2021
- БАН, заместник - председател 2021 - 2024
- ЦИНСО (Център за изследвания по националната сигурност и отбратна) -БАН, и.д. директор, 2002-2008, 2014 – 2021

## Членства в научни и професионални организации
- International Association for Pattern Recognition
- International Association for Cybernetics
- International Society of Multiple Criteria Decision Making
- IEEE Society for Engineering in Medicine and Biology
- International Federation of Biomedical Engineering
- Balkan Federation for Fuzzy Systems
- Съюз на математиците в България
- Съюз на учените в България
- член представител на България в Научния комитет на НАТО, 1994-2014;[1]
- Член и представител на България в Програмен комитет №10 “Сигурност” по 7 Рамкова Програма на ЕС, 2006-2013
- Член и представител на България в Европейския форум за изследвания и иновации в областта на сигурността, 2007-2009 г.

## Награди
- Орден "Св.Св. Кирил и Методий I степен"[3]
- Голямата награда DISKOBOLOS 2015“, в областта на „Здравеопазване“, Белград, декември 2015 г.
- Април 2013: Почетен знак на БАН “Марин Дринов” на лента, за значими научни постижения, експертна и научно-приложна дейност, иновационни разработки и дългогодишна управленска работа в полза на БАН
- Втора Награда на Националния съвет “Научни изследвания” при МОН за постигнати високи резултати при разработката на научно-изследователски проект “Съвременни методи за обективен анализ на гласови сигнали и скрининг на ларингеалните заболявания” през Осма конкурсна сесия 1998-2001 г.